# Eremophila homoplastica
Eremophila homoplastica là một loài thực vật có hoa trong họ Huyền sâm. Loài này được (S.Moore) C.A.Gardner mô tả khoa học đầu tiên năm 1931.